# Liesing

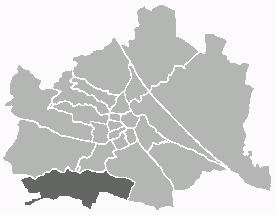
Poloha Liesingu na mapě Vídně

Liesing ( [ˈliːzɪŋ]) je 23. vídeňský obvod. Nachází se na jihozápadním okraji Vídně a jako městský okres byl ustanoven po Anšlusu Rakouska k nacistickému Německu. Po válce byl tento zákon revidován a Liesing se až do roku 1954 stal opět součástí Dolního Rakouska.
V tomto hustě zalidněném obvodě o rozloze 32,02 km2 žilo k 1. lednu 2024 121 303 obyvatel.
Od roku 1954 sestává 23. obvod z těchto částí:
- Atzgersdorf
- Erlaa
- Inzersdorf
- Kalksburg
- Liesing
- Mauer
- Rodaun
- Siebenhirten

## Poloha
Liesing se nachází na jihozápadě Vídně a sousedí na severozápadě s 13. okresem, na severu s 12. okresem, na severovýchodě s 10. okresem a na jihu s Dolním Rakouskem. Rozprostírá se podél obou břehů řeky Liesing od Vídeňského lesa až do Vídeňské pánve. Liesing je se 7,7 % z celkové plochy hlavního města 5. největším vídeňským obvodem.

## Hory a řeky
Nejvýše položené jsou západní části obvodu, přičemž nejvyšším bodem je Eichkogel s výškou 428 metrů na jihozápadním okraji obvodu. Severně od Reichen Liesing jsou nejvyššími body Wilder Berg a Antonshöhe. Směrem na východ se kopce postupně snižují. Zatímco Kroissberg (327 metrů), Kadoltsberg a Neuberg představují poslední oblasti dříve rozsáhlé vinařské oblasti, mezi nimi se nachází kostel Wotrubakirche na Sankt-Georgen-Bergu. Na severu Liesing hraničí s Rosenhügelem (v Hietzingu) a kopcem Wienerberg (ve Favoritenu).
Nejdůležitějším vodním tokem v Liesingu byl vždy Liesingbach. „Reiche Liesing“ teče ze západu přes Kalksburg, kde se k němu připojuje Gütenbach, který odvádí vodu z části Lainzer Tiergarten. Pod Kalksburgem se Kalksburger Graben v podzemí spojuje s Reiche Liesing, než se spojí s „Dürre Liesing“ a vytvoří tok „Liesing“. Kanalizace Liesingu byla nedávno částečně obnovena do přirozené podoby. V severní části okresu se podél Liesingu nacházejí rybníky Alte Ziegelteiche, Figurenteich a Steinsee (poslední není přístupný veřejnosti). Jižně od Siebenhirtenu se nachází jezero Schellensee, které je rovněž uzavřeno pro veřejnost.